# 中里信男
中里 信男（なかさと のぶお、1927年7月10日 - 2013年7月15日）は、青森県の政治家。青森県議会議員、元八戸市長で淀地区顧問。

## 来歴・人物
盛岡工業学校機械科を卒業後、日本砂鉄に就職。1954年に東北建機工業所（後に東北建機工業）を設立した。1967年に八戸市議会議員に初当選し、青森県議会議員を経て1985年（昭和60年）11月の市長選で現職秋山皐二郎に敗れるも、1989年（平成元年）11月に初当選を果たす。3期務め、長期政権を築いた市長と短命に終わった市長とで繰り返す交代の例外となった。市長在任中は八戸市医師会に距離を置かれつつあった日本共産党候補のみ対抗馬として立候補していたため、八戸戦争は休戦に至った。2002年、勲三等瑞宝章受章。2013年7月15日に急性肺炎で死去。

## 政策

### 八戸線高架化
青森県議会議員時代に八戸線の高架化について、国鉄に働きかけを行い1977年に実現へこぎつけた。高架化以前の八戸線は踏切が19ヶ所もあり1日4時間以上も渋滞している状態であった。

### その他
市長就任後、「たくましい産業文化都市」を掲げ、八戸市立市民病院の移転新築や、八戸市総合福祉会館の建設に取り組んだ。就任早々にはまだ新幹線開業前であり西口も未開業であった八戸駅の改築をJR東日本へ申し入れるが、無碍にされる。そこで、ビル一つなかった東口に八戸地域地場産業振興センターを建設した。また、環状道路網の整備も推進した。